# Boungou-Folgou
Pour les articles homonymes, voir Boungou.
Ne doit pas être confondu avec Boungou-Natimsa.
Boungou-Folgou, également appelé Boungou-Falgan, est une commune rurale située dans le département de Manni de la province de la Gnagna dans la région de l'Est au Burkina Faso.

## Géographie
Boungou-Folgou est situé à environ 7 km au Sud-Ouest de Manni, chef-lieu du département, sur la route départementale 144 qui y mène.

## Santé et éducation
Le centre de soins le plus proche de Boungou-Folgou est le centre médical de Manni.